# Dylan McGeouch
Dylan McGeouch, né le 15 janvier 1993 à Glasgow, est un footballeur écossais. Il évolue au poste de milieu de terrain avec le club de Carlisle United.

## Biographie

### En club
Après avoir disputé les éliminatoires du championnat d'Europe des moins de 19 ans 2011, il participe aux éliminatoires de l'Euro espoirs 2015.
Avec le club du Celtic Glasgow, il dispute un match en Ligue des champions lors de l'année 2013.
Le 2 juillet 2018, il rejoint Sunderland. 
Le 7 janvier 2020, il rejoint Aberdeen.
Le 7 juillet 2023, il rejoint Carlisle United.

### International
Le 29 mai 2018, il fait ses débuts internationaux pour l'Écosse dans un match amical contre le Pérou à Lima (victoire 2-0 à faveur du Pérou).

## Palmarès
- Hibernian FC
  - Vainqueur de la Coupe d'Écosse en 2016
  - Champion de la D2 en 2016-2017

- Celtic FC
  - Champion d'Écosse en 2013